# Gyltan, Raseborg
För andra betydelser, se Gyltan.
Gyltan med Rävören är en ö i Finland. Den ligger i Finska viken och i kommunen Raseborg i den ekonomiska regionen  Raseborg i landskapet Nyland, i den södra delen av landet. Ön ligger omkring 85 kilometer väster om Helsingfors.
Öns area är 11,3 hektar och dess största längd är 0,8 kilometer i öst-västlig riktning.

## Sammansmälta delöar
- Gyltan 59°51′14″N 23°33′31″Ö / 59.85376°N 23.55857°Ö
- Rävören 59°51′23″N 23°34′01″Ö / 59.85644°N 23.56685°Ö